# Estcourtiana
Estcourtiana es un género de escarabajos de la familia Chrysomelidae. Fue descrito por primera vez en 1900 por Jacoby.

## Tipos de
El género incluye las siguientes especies:
- Estcourtiana bifasciata Jacoby, 1900
- Estcourtiana biformis Weise, 1909
- Estcourtiana litura (Gerstaecker, 1871)
- Estcourtiana quadrimaculata Laboissiere, 1931
- Estcourtiana sexnotata Bryant, 1958
- Estcourtiana suturalis Bryant, 1959